# CPIM
CPIM is een supply chain-opleiding die wordt uitgegeven door APICS. Het is een specialisatie-opleiding binnen het vakgebied van planning, productie en voorraadbeheer. De lesstof en examens zijn volledig in het Engels.
CPIM staat voor Certified in Planning and Inventory Management, voorheen Certified in Production and Inventory Management.
Het CPIM-programma geeft een theoretische achtergrond in productie-, plannings- en voorraadbeheer. Anno 2010 waren er wereldwijd ongeveer 93.000 personen gecertificeerd.

## Inhoud
CPIM is opgebouwd uit vijf modules die elk worden afgesloten met een schriftelijk tentamen dat bestaat uit meerkeuzevragen. Na het behalen van alle tentamens krijgt de cursist het CPIM certificaat en mag deze de titel CPIM dragen, ex. 'Jan Janssen, CPIM'.
De opleiding focust zich op volgende pijlers:
- Productiemanagement
- Voorraadbeheer
- Supply chain management
- Planning
- Demand management
- Kwaliteitsbeheersing
- Strategieontwikkeling vanuit een bedrijfskundig perspectief

## Doelgroep
De opleiding richt zich op volgende profielen:
- Managementleden: Executives die betrokken zijn bij demand- en supplyplanning
- Material managers: Managers met verantwoordelijkheden binnen de planning van materiaalbeschikbaarheid
- Operations managers: Managers die hun organisatie willen inrichten en aansturen op basis van heldere regels
- Masterplanners verantwoordelijk voor de productieplanning
- Projectleiders verantwoordelijk voor het verbeteren van informatievoorziening en/of optimalisatie van productiefunctie